# Gouy-en-Artois
Gouy-en-Artois é uma comuna francesa na região administrativa de Altos da França, no departamento de Pas-de-Calais. Estende-se por uma área de 10,11 km². Em 2010 a comuna tinha 336 habitantes (densidade: 33,2 hab./km²).